# Got Love
Got Love (cách điệu GOT♡) là mini album (EP) thứ hai của nhóm nhạc nam Hàn Quốc GOT7. Được phát hành vào ngày 23 tháng 6 năm 2014 bởi JYP Entertainment. "A" là ca khúc chủ đề của album.

## Track listing
※ Được tô đậm nghĩa là ca khúc chủ đề để quảng bá album.
| STT              | Nhan đề                  | Sáng tác                                                | Nhà sản xuất                                                     | Thời lượng |
| ---------------- | ------------------------ | ------------------------------------------------------- | ---------------------------------------------------------------- | ---------- |
| 1.               | "U Got Me"               | Noday, Chloe                                            | Noday, Chloe                                                     | 3:46       |
| 2.               | "A"                      | J.Y. Park "The Asian Soul"                              | J.Y. Park "The Asian Soul", Noday                                | 3:01       |
| 3.               | "나쁜 짓" (Bad Behavior) | JB                                                      | Alex G, Erika Nuri, Andy Love                                    | 3:09       |
| 4.               | "Good Tonight"           | Lee Woomin "collapsedone", Crizzy & Guy, Shin Eun Seung | Lee Woomin "collapsedone", Fredrik "Fredro" Ödesjö, Crizzy & Guy | 3:24       |
| 5.               | "Forever Young"          | Noday, Chloe                                            | Noday, Chloe, Philip                                             | 3:43       |
| 6.               | "A (collapsedone Remix)" | J.Y. Park "The Asian Soul"                              | Lee Woomin "collapsedone"                                        | 2:59       |
| 7.               | "A (TOYO Remix)"         | J.Y. Park "The Asian Soul"                              | Toyo Lee of Like Likes                                           | 3:10       |
| 8.               | "A (FRANTS Remix)"       | J.Y. Park "The Asian Soul"                              | Frants                                                           | 4:39       |
| Tổng thời lượng: | Tổng thời lượng:         | Tổng thời lượng:                                        | Tổng thời lượng:                                                 | 27:51      |

## Bảng xếp hạng
| Bảng xếp hạng                         | Vị trí cao nhất |
| ------------------------------------- | --------------- |
| Hàn Quốc Gaon BXH album hàng tuần     | 1               |
| Hàn Quốc Gaon BXH album hàng tháng<   | 3               |
| Hoa Kỳ (BXH Album thế giới Billboard) | 6               |

| Bảng xếp hạng                        | Vị trí cao nhất |
| ------------------------------------ | --------------- |
| BXH đĩa đơn Gaon                     | 16              |
| BXH nhạc chuông điện thoại trên Gaon | 41              |

| Năm     | Doanh số bán đĩa trên Gaon |
| ------- | -------------------------- |
| 2014    | 59,725                     |
| 2015    | 4,471                      |
| 2016    | 2,840+                     |
| Tổng số | 67,036+                    |